# Salifou Koucka Ouiminga
Salifou Koucka Ouiminga (Alto Volta, en la actualidad Burkina Faso, 4 de abril de 1977) es un exjudoka burkinés.
Representó su país en los Juegos Olímpicos de Sídney 2000. Compitió en la categoría del peso semimedio.